# Hanko Open 1991
L'Hanko Open 1991 è stato un torneo di tennis facente parte della categoria ATP Challenger Series nell'ambito dell'ATP Challenger Series 1991. Il torneo si è giocato a Hanko in Finlandia dal 22 al 28 luglio 1991 su campi in terra.

## Vincitori

### Singolare
Jan Apell ha battuto in finale  Claudio Mezzadri con il punteggio di 6–2, 6–4

### Doppio
Jan Apell /  Olli Rahnasto hanno battuto in finale  Patrik Albertsson /  Jörgen Windahl per walkover